# Steven De Petter
Steven De Petter (Aalst, 22 novembre 1985) è un ex calciatore belga, di ruolo centrocampista.

## Carriera
Ha iniziato la carriera professionistica con il Dender, squadra della seconda serie belga, con cui nelle stagioni 2007-2008 e 2008-2009 ha giocato in massima serie, categoria in cui ha segnato 3 gol in 51 presenze. Nel 2009 è passato al Westerlo, con cui ha giocato per tre stagioni consecutive in Jupiler League, la massima serie belga, per un totale di 9 gol in 59 presenze; nella stagione 2011-2012 ha anche giocato 4 partite nei preliminari di Europa League, senza mai segnare; con il Westerlo ha anche giocato in totale 10 partite in Coppa del Belgio, competizione in cui ha messo anche a segno 2 reti. Dal 2012 gioca nel Mechelen, sempre in Jupiler League.

## Palmarès

### Club

#### Competizioni nazionali
- Tweede klasse: 1

Dender: 2006-2007
- Derde klasse: 1

Dender: 2005-2006
- Coppa del Belgio: 1

Westerlo: 2010-2011